# Acacia catechu
Acacia catechu, el catecú, catechu, cato o cate de la India es una especie de pequeño árbol de la familia de las fabáceas.

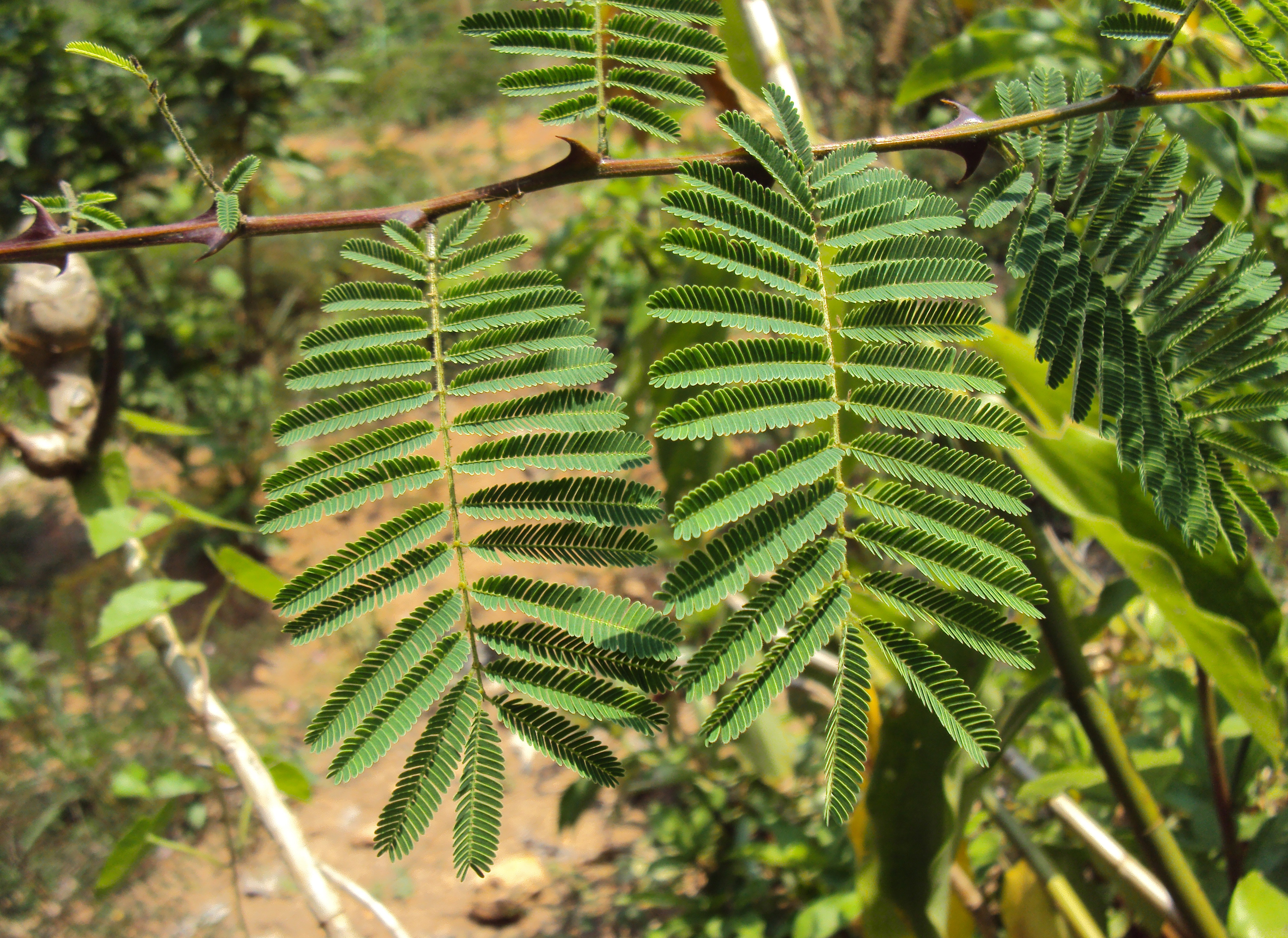
Hojas

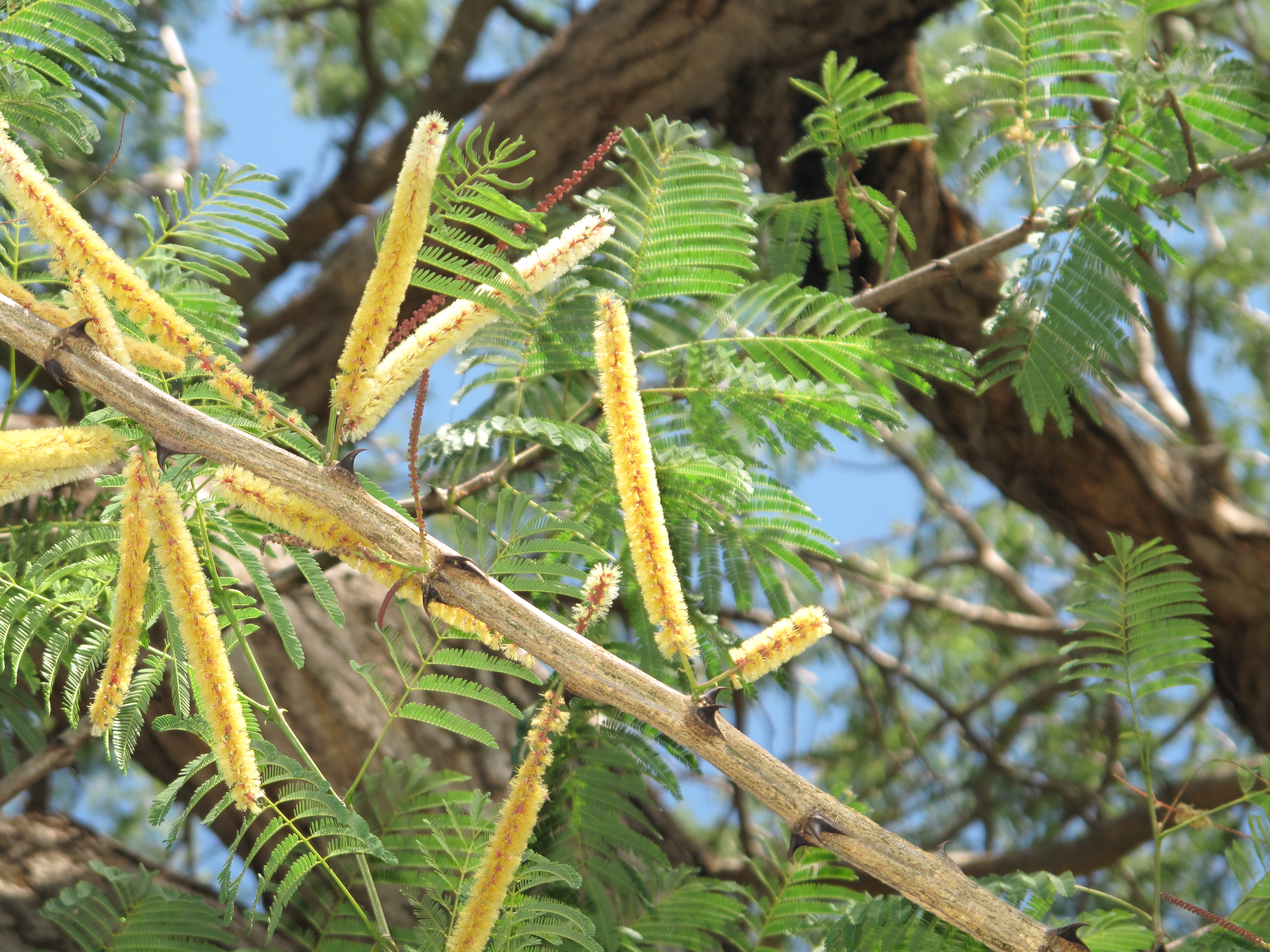
Flores

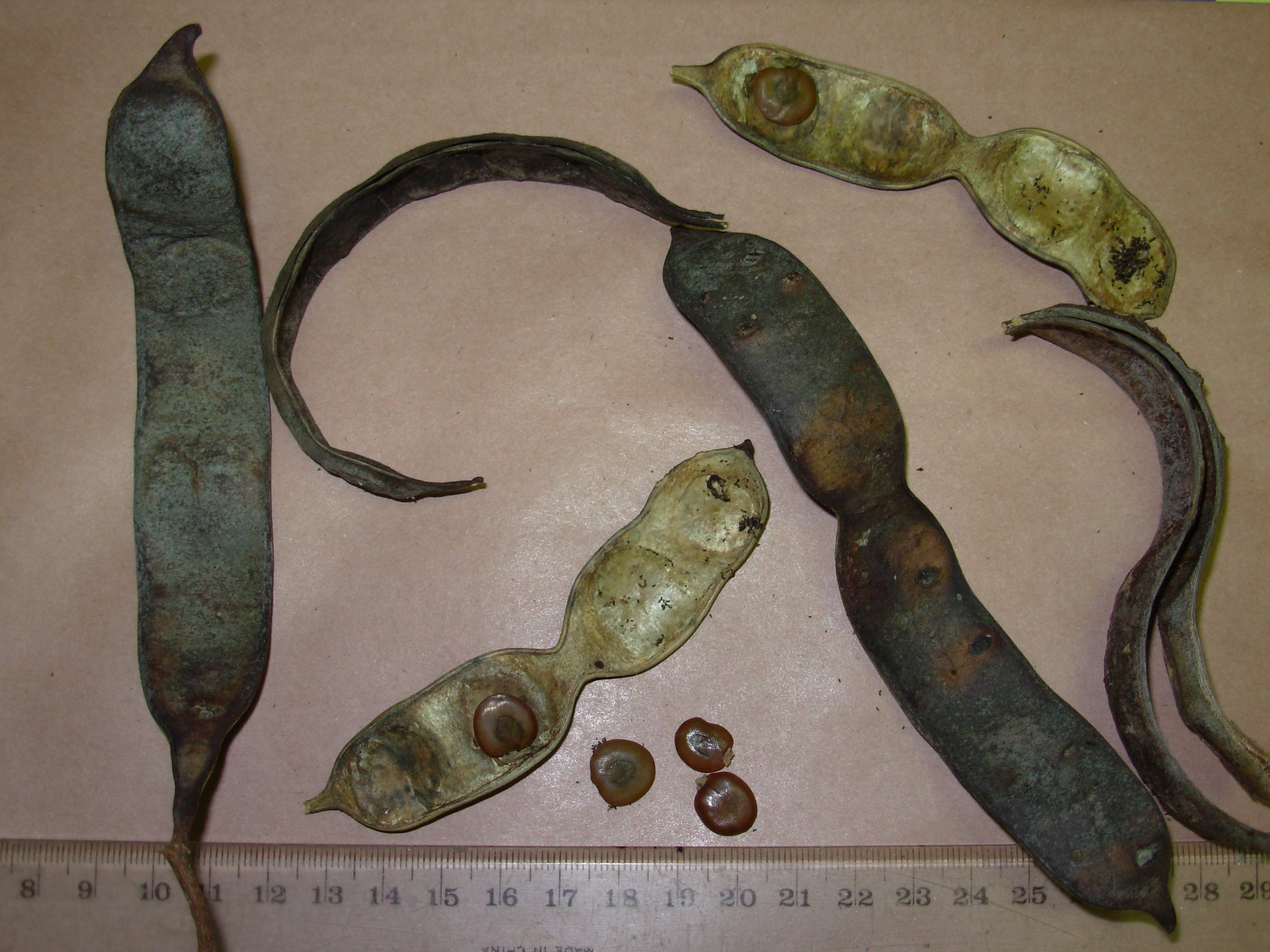
Frutos

## Descripción
Es un pequeño árbol de hasta 6 metros de altura con corteza rugosa, gruesa y sabor astringente. Las ramas están dotadas de espinas de color negro. Las hojas son bipinnadas con 10-30 pares de foliolos lineales. Las flores de color blanco amarillento y sesiles se agrupan en espigas axilares.

## Distribución
Es un pequeño árbol original de Indonesia, Malasia, Birmania y costa Malabar, también se ha naturalizado en Jamaica.

## Toxicidad
A. catechu contiene derivados de la dimetiltriptamina y glucósidos cianogénicos en las hojas, las semillas y la corteza, cuya ingestión puede suponer un riesgo para la salud.

## Usos
- Colorante natural usado en la alimentación y en la tintura de cueros.[cita requerida]
- Su madera se valora para la construcción de muebles y herramientas.[cita requerida]

## Taxonomía
Acacia catechu fue descrita por (Willd.) Wight & Arn. y publicado en Species Plantarum. Editio quarta 4(2): 1079. 1806.
Etimología
Ver: Acacia: Etimología
catechu: epíteto derivado de khair en Hindi, y kachu en Malayo, que fue latinizado en "catechu" en la Taxonomía de Linneo.
Variedades
- Acacia catechu var. sundra (Roxb.) Kurz

Sinonimia
- Acacia catechuoides Benth.
- Acacia sundra (DC.) Roxb.
- Acacia wallichiana DC.
- Mimosa catechu L.f.
- Mimosa catechuoides Roxb.[6][7]